# 德林诺耶湖 (南极洲)
德林諾耶湖（英語：Dlinnoye Lake），是南極洲的湖泊，位於毛德皇后地的阿斯特里德公主海岸，長1公里，處於席爾馬赫山的中央山西北面，由蘇聯探險隊繪入地圖，現時由南極條約體系管理。

## 外部連結
- . . United States Geological Survey.   [2012-01-22].
- 本条目引用的公有领域材料来自美国地质调查局的文档《德林诺耶湖 (南极洲)》 （資料來自地名信息系统）。

70°44′S 11°39′E / 70.733°S 11.650°E